# Ленинг, Шейли
Шейли Ленинг (англ. Shalee Lehning; родилась 27 октября 1986 года в Либерале, штат Канзас, США) — американская профессиональная баскетболистка, выступавшая в женской национальной баскетбольной ассоциации. Была выбрана на драфте ВНБА 2009 года во втором раунде под общим двадцать пятым номером командой «Атланта Дрим». Играла на позиции разыгрывающего и атакующего защитника. Сразу после окончания университета вошла в тренерский штаб родной команды NCAA «Канзас Стэйт Уайлдкэтс». В последнее же время она работала ассистентом главного тренера студенческой команды «Нортерн Колорадо Беарз».

## Ранние годы
Шейли родилась 27 октября 1986 года в городе Либерал (штат Канзас) в семье Стива и Джейн Ленинг, у неё есть брат, Мэтт, и сестра, Андреа, а училась она в соседнем городе Саблетт в одноимённой средней школе, в которой выступала за местную баскетбольную команду.